# 筧鉱一
筧 鉱一（かけひ こういち、1931年1月5日 - 2013年8月30日）は、大倉流大鼓方の能楽師。

## 経歴
1931年（昭和6年）1月、愛知県名古屋市（現・中村区下米野町3丁目）に生まれる。1953年（昭和28年）大倉流太鼓方に入門し、永田虎之助・山本敬一郎、および葛野流大鼓方の亀井俊雄に師事。1978年（昭和53年）には重要無形文化財「能楽」保持者に認定され、日本能楽会会員となる。1989年（平成元年）から1995年（平成7年）まで能楽協会名古屋支部副部長、1994年（平成6年）から2011年（平成23年）まで東海能楽研究会代表を務めた。小中学校での能楽体験活動を実施したり、子供向けの「こども能楽教室」を運営するなどして一般への能楽普及に努めた。2011年（平成23年）から東海能楽伝承会代表。2013年（平成25年）8月30日、肺気腫のため死去。享年82歳。
自宅内の能楽道場で行われていた「こども能楽教室」は筧の没後、「東海能楽伝承会」（現代表：筧清澄）により運営されている。

## 受賞歴
- 愛知県芸術文化選奨（2000年）[6]
- 催花賞（2005年、東海能楽研究会として）[7]

## 著書
- 『東海地域能楽番組一覧』深谷哲・三木邦弘 他共編、東海能楽研究会、発行年：1997年
- 『近代名古屋の能楽を支えた人々』全3巻 深谷哲 監修 飯塚恵理人 共編、東海能楽研究会、発行年：2001年

## 筧家住宅

筧家住宅主屋

筧の生家は江戸時代末期に建てられ明治時代初期に現在地に移築・増築されたもので「鳥居建て」など尾張地方に見られる農家の典型的な構造を持ち、濃尾地震や戦災などを免れて現存することから、2011年（平成23年）10月17日に「筧鉱一邸・こども能楽教室・筧建築設計」として名古屋市の登録地域建造物資産第6号に登録され、2017年（平成29年）10月24日には認定地域建造物資産第62号に認定された。
なお、2013年（平成25年）には「筧家住宅主屋」として国の登録有形文化財にも登録されている。
2012年（平成24年）、離れを改築して子ども能楽教室お稽古所を開場した。この稽古所の設計は建築士で筧家8代目当主の筧清澄によるもので、父が施主、息子が設計した唯一の建物となった。鉱一はこの子ども能楽教室の稽古開きが紹介された新聞記事の切り抜きを、終生、金庫に入れて保管していた。

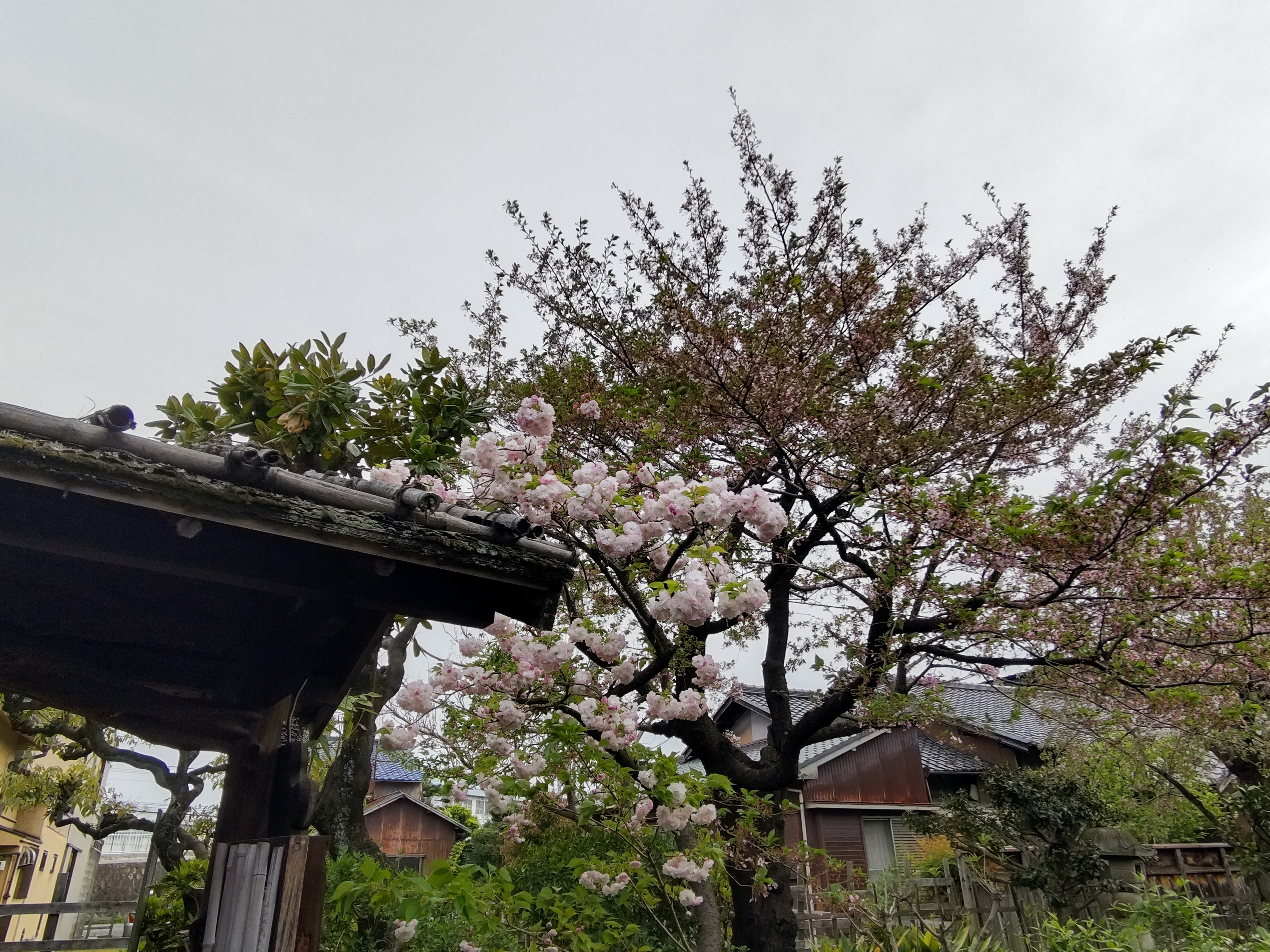
筧家の桜
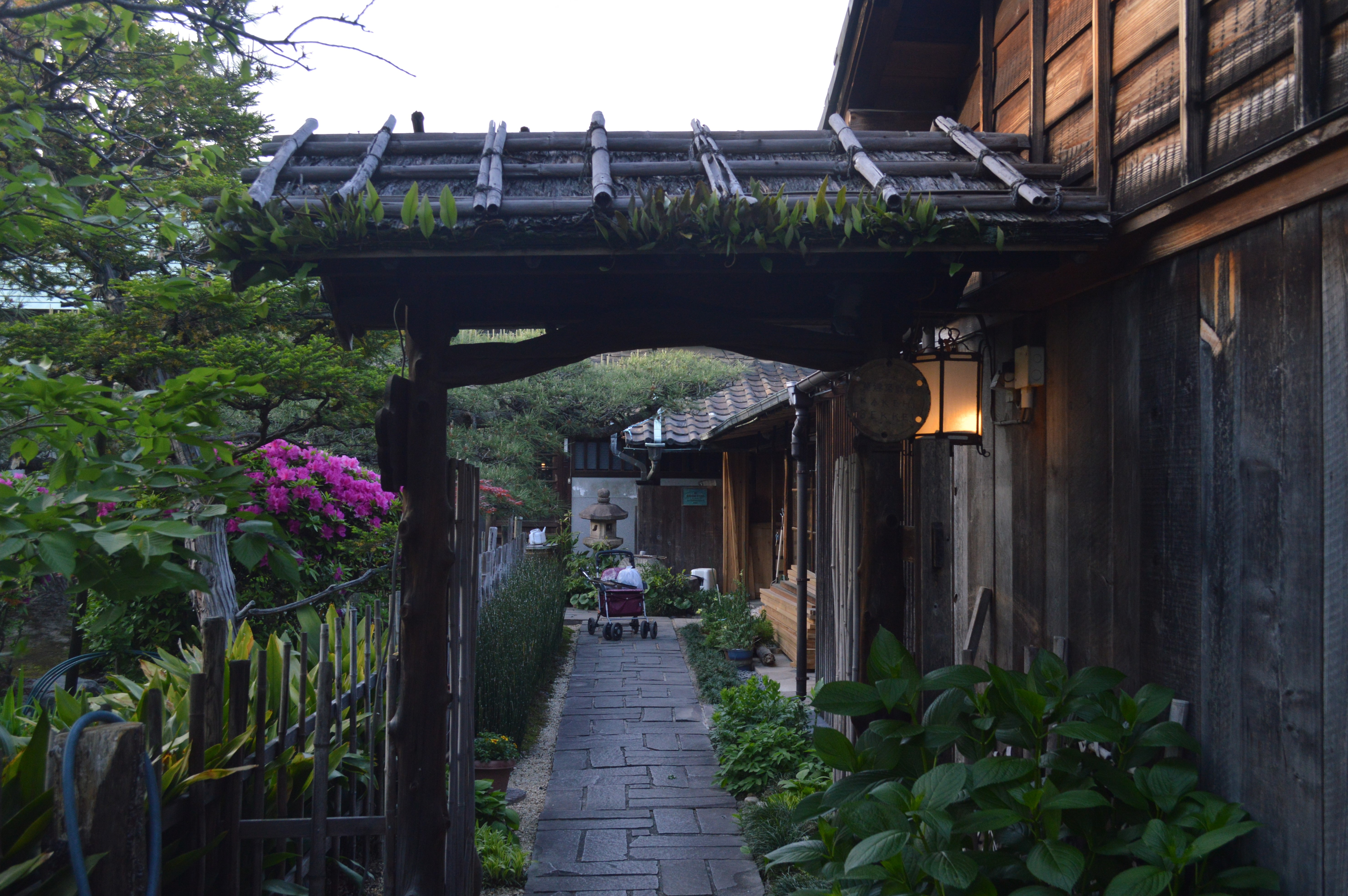
筧家の門